# Železne Dveri
Železne Dveri – wieś w Słowenii, w gminie Ljutomer. W 2018 roku liczyła 46 mieszkańców.